# Kleinkunst (Kunstgeschichte)

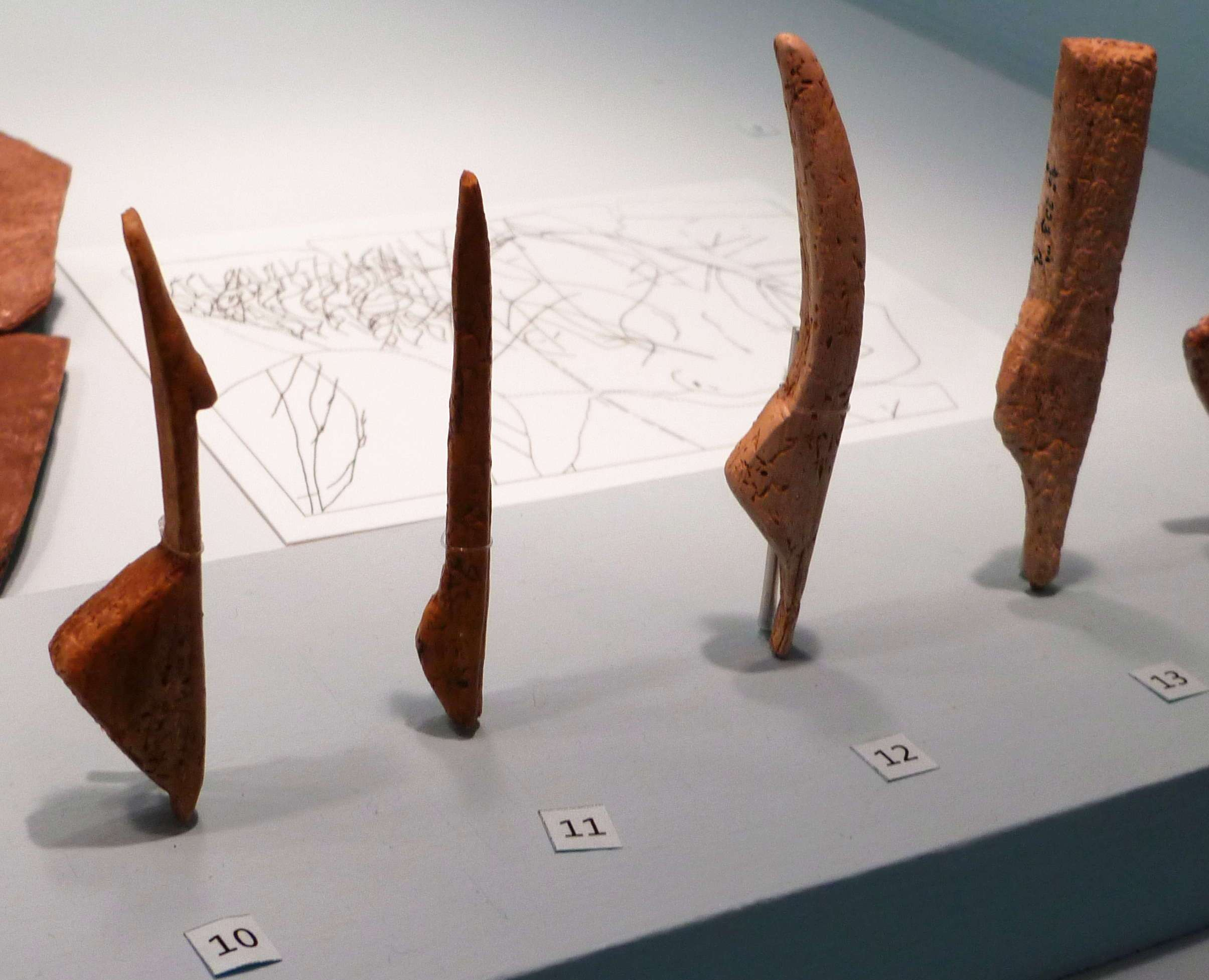
Venus-Figurinen aus Gönnersdorf (Jungpaläolithikum)

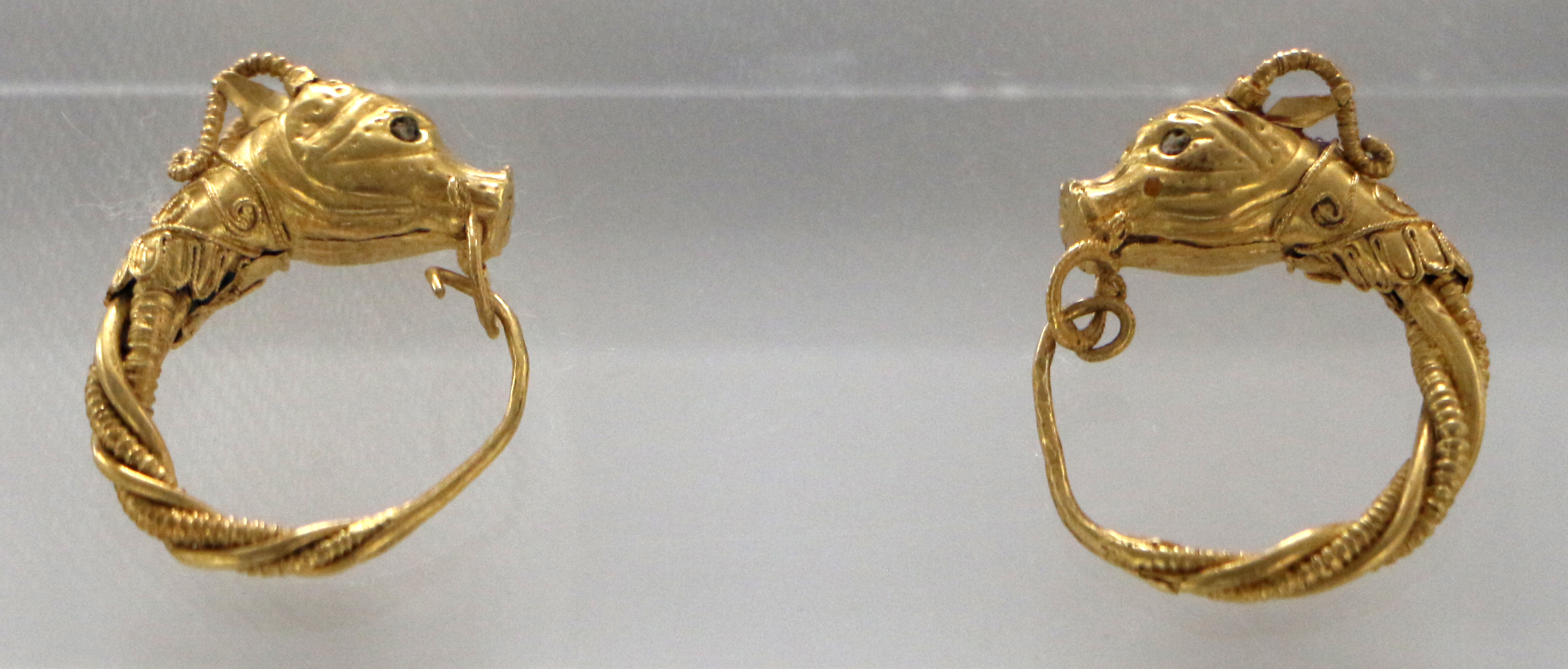
Goldene Ohrringe, 2. Jh. vor Chr., Museo nazionale della Magna Grecia

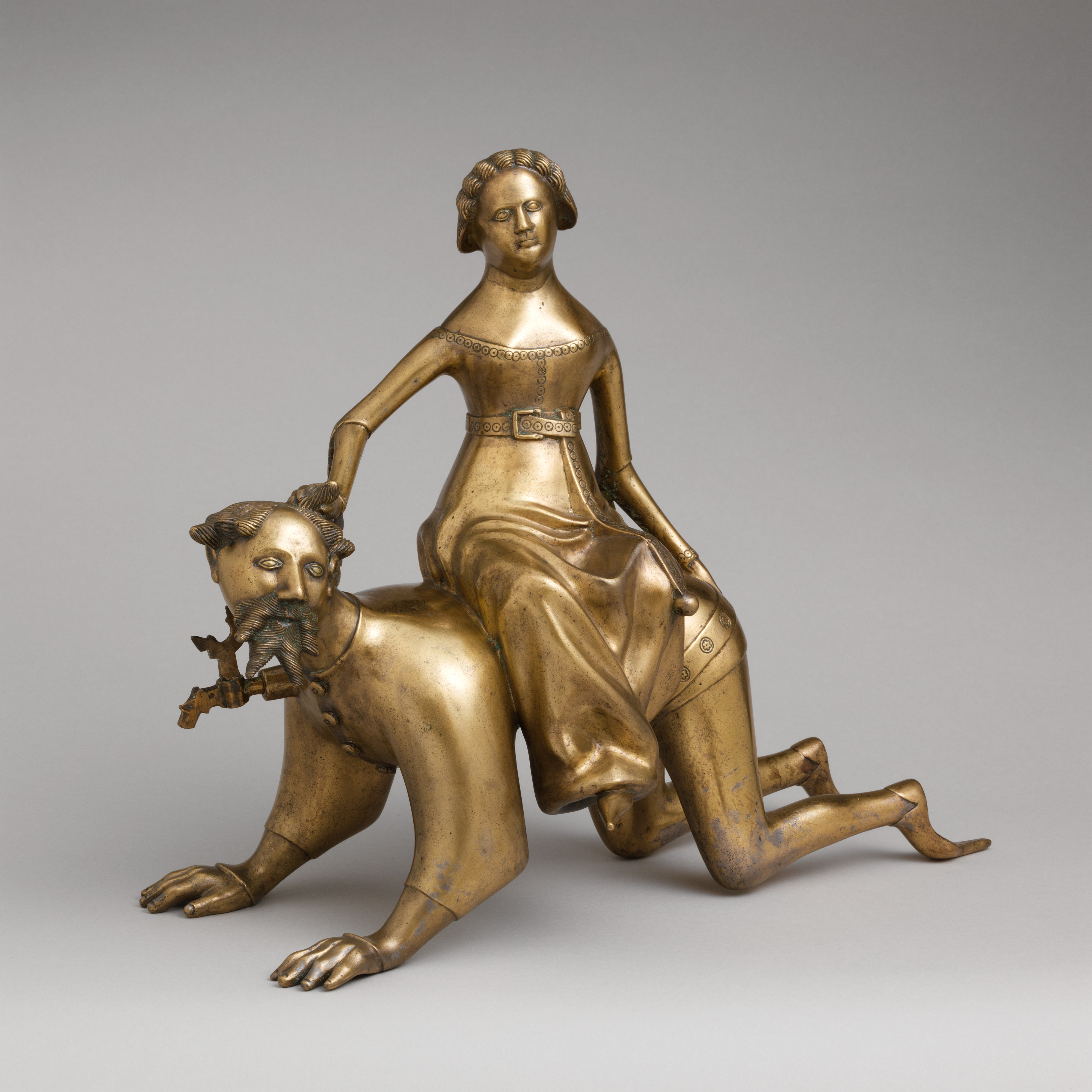
Phyllis und Aristoteles als Aquamanile, 14./15. Jh., MoMA

Mit den Ausdrücken Kleinkunst oder bewegliche Kunst bezeichnet man in der Bildenden Kunst die Kunstäußerungen auf kleinen und beweglichen Objekten im Gegensatz zu den unbeweglichen Gravierungen und Malereien. Zunächst wurden darunter nur prähistorische Artefakte kategorisiert. Im Laufe der Kunstgeschichtsschreibung wurden der Begriff auch auf Objekte des Kunstgewerbes und schließlich allgemein auf kleinteilige Werke mit künstlerischem Anspruch erweitert.
Frühe Beispiele finden sich in der jungpaläolithische Kleinkunst aus der letzten Eiszeit (Siehe auch Altpaläolithische Kleinkunst).
Im Altertum unterscheidet man die beweglichen Fundstücke wie Vasen, Münzen, Schmuck oder Terrakotten im Gegensatz zu großen Statuen oder architektonischen Überresten.
In der Kunstgeschichte werden etwa die Gegenstände aus Kirchenschätzen so genannt.
Beispiel für die neuzeitliche Klein- oder auch Gebrauchskunst sind Werke der Glaskunst, wie das Waldglas, Objekte der Glasbläserei und Glasschleiferei.
Daneben wird Schmuck als Kleinkunst und der gesamte Bereich der Goldschmiedekunst als Kleinkunstgewerbe bezeichnet.